# Selección de baloncesto sub-16 de Gran Bretaña
La selección de baloncesto sub-16 de Gran Bretaña es el representante nacional de Gran Bretaña en las competiciones internacionales de baloncesto sub-16. Son administrados por British Basketball. El equipo compite en la Campeonato Europeo de Baloncesto Masculino Sub-16.